# Najib Mikati
Najib Azmi Mikati (en árabe: نجيب عزمي ميقاتي; Trípoli, 24 de noviembre de 1955) es un político y empresario libanés que se desempeñó como primer ministro del Líbano entre 2021 y 2025. También lideró un gabinete que asumió los poderes del presidente del Líbano desde que terminó el mandato del presidente Michel Aoun en octubre de 2022. Anteriormente se desempeñó como primer ministro de abril a julio de 2005 y de junio de 2011 a febrero de 2014. También fue ministro de Obras Públicas y Transporte de diciembre de 1998 a 2003.
En 2005, encabezó un gobierno interino que supervisó las elecciones generales de 2005 tras la retirada de las tropas sirias. En 2011, formó su segundo gobierno, respaldado por la Alianza del 8 de marzo, antes de dimitir en 2013. Fue miembro del parlamento por Trípoli de 2000 a 2005 y fue reelegido en 2009 y 2018. En julio de 2021, fue designado primer ministro.
En 2019, la fiscal estatal Ghada Aoun acusó a Mikati de corrupción y presentó cargos en su contra por enriquecimiento ilícito a través de préstamos de vivienda subsidiada. Los cargos fueron desestimados el 3 de febrero de 2022 por el juez Charbel Bou Samra.
En 2023, una investigación en Mónaco lo absolvió de cualquier irregularidad debido a «pruebas insuficientes» por su parte Mikati afirmó que las acusaciones contra él tenían claras motivaciones políticas. Mikati ha estado vinculado al presidente sirio Bashar al-Ásad, ya que hizo su fortuna operando varios proyectos de telecomunicaciones en Siria y Líbano a principios de la década de 2000.
Según la revista Forbes, Mikati es el hombre más rico del Líbano, con un patrimonio neto de 2800 millones de dólares en 2023.

## Biografía

### Infancia y estudios
Mikati nació el 24 de noviembre de 1955 en Trípoliy proviene de una prominente familia musulmana sunita con sede en Trípoli. Se graduó de la Universidad Americana de Beirut en 1980 con una Maestría en Administración de Empresas (MBA). También asistió a un programa de escuela de verano celebrado en Harvard y a Programas de Gestión Avanzada en la escuela de negocios francesa INSEAD.

### Trayectoria empresarial

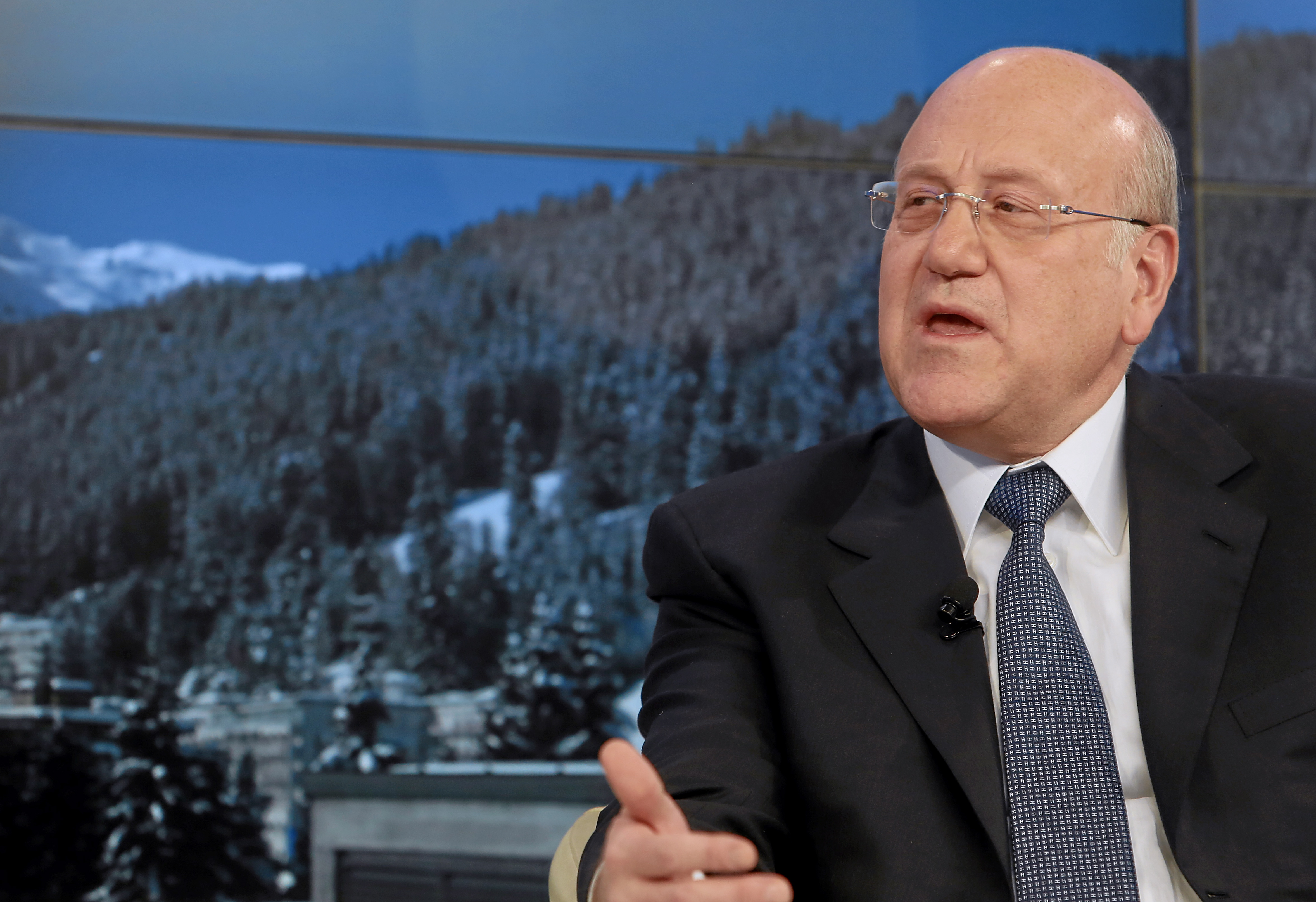
Mikati en el Foro Económico Mundial (FEM) en 2013

En 1979, su hermano mayor, Taha Mikati, fundó la empresa Arabian Construction Company (ACC), con sede en Abu Dabi, que se convirtió en una de las empresas de construcción más grandes de Oriente Medio. Najib Mikati cofundó la empresa de telecomunicaciones Investcom con su hermano Taha en 1982. Vendió la empresa en junio de 2006 al Grupo MTN de Sudáfrica por 5500 millones de dólares. A través de Investcom Holding, los hermanos poseen conjuntamente el sitio web de noticias Lebanon24 y el 4% de las acciones de LBCI.
Es un importante accionista del operador de telecomunicaciones sudafricano MTN, propietario de la marca de moda de alta gama Façonnable, e inversor en negocios relacionados con el transporte, gas y petróleo. También tiene inversiones inmobiliarias, sobre todo en Londres, Nueva York y Mónaco. Es propietario del yate a motor Mimtee de 79 metros de eslora.
En 2023, la revista Forbes estimó su fortuna en 2800 millones de dólares, convirtiéndose así en el cuadragésimo noveno hombre más rico del mundo. Su hermano también es multimillonario.

### Trayectoria política
Después de ser nombrado ministro de Obras Públicas y Transporte el 4 de diciembre de 1998, fue elegido para el parlamento libanés por su ciudad natal, Trípoli, en 2000, superando en las elecciones Omar Karami, que fue elegido por el mismo distrito electoral plurinominal. Como parlamentario, mantuvo su puesto en el gabinete y se ganó una reputación de político moderadamente pro sirio con una relación normal con el presidente sirio Bashar Assad. Más tarde, fue nombrado ministro de Transporte y se convirtió en aliado del entonces presidente libanés Émile Lahoud, apoyando la extensión de su mandato en 2004.
Se le considera una figura de compromiso, sin afinidad con ningún bloque político en particular. Es uno de los líderes de la comunidad sunita. Él mismo niega cualquier cercanía con Hezbolá y se describe como liberal, enfatizando su experiencia en el mundo de los negocios para tranquilizar a Estados Unidos.

#### Primer mandato como primer ministro
Fue un candidato perenne al cargo de primer ministro del Líbano desde 2000, y finalmente asumió el cargo tras la renuncia de Omar Karami el 13 de abril de 2005. Durante las negociaciones entre los distintos partidos para formar gobierno, Mikati emergió como candidato de consenso. A partir de entonces actuó como primer ministro interino.
Es el líder del bloque de solidaridad, que cuenta con dos escaños en el parlamento libanés desde 2004. También creó el movimiento y la ideología centristas en el Líbano y el mundo árabe, para lo cual ha celebrado numerosas conferencias internacionales en el Líbano. En las elecciones generales de 2009, volvió a ganar un escaño por Trípoli, siendo miembro de los grupos centristas en el parlamento libanés.

#### Segundo mandato como primer ministro

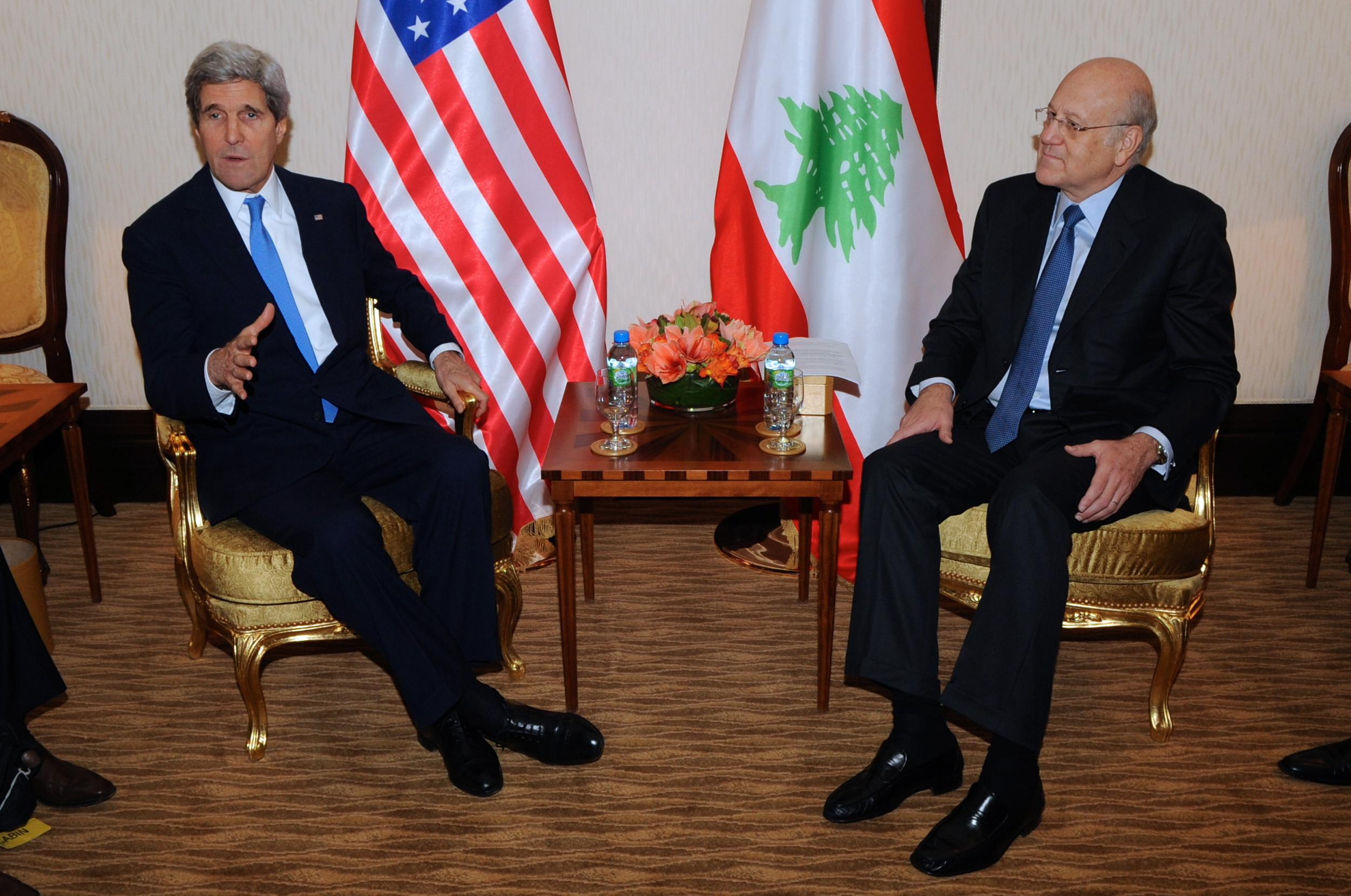
Reunión de Mikati con el secretario de estado de Estados Unidos, John Kerry, en 2014.

El 24 de enero de 2011, la Alianza del 8 de marzo, específicamente Hezbolá, Michel Aoun y Walid Jumblatt, nominó a Mikati como primer ministro. Sucedió a Saad Hariri, cuyo gobierno fue derrocado por la renuncia de diez ministros de la alianza y un designado presidencial el 12 de enero de 2011, como resultado del colapso de la iniciativa saudí-siria para alcanzar un compromiso sobre el Tribunal Especial para el Líbano.
El 25 de enero, 68 miembros del parlamento libanés votaron a favor de la nominación de Mikati como primer ministro. El presidente libanés, Michel Suleiman, invitó entonces a Mikati a encabezar un nuevo gobierno. El proceso de formación del gobierno duró cinco meses debido a graves desacuerdos entre los diferentes líderes.
El 13 de junio de 2011, anunció la formación de un nuevo gobierno y afirmó que comenzaría por «liberar las tierras que permanecen bajo la ocupación del enemigo israelí». El 22 de marzo de 2013, Mikati dimitió de su cargo debido a la «intensificación de la presión entre los bandos pro-Assad y anti-Assad» y el presidente libanés aceptó su dimisión el 23 de marzo de 2013. El 6 de abril de 2013, Tammam Salam recibió el encargo de formar un nuevo gobierno.

#### Tercer mandato como primer ministro

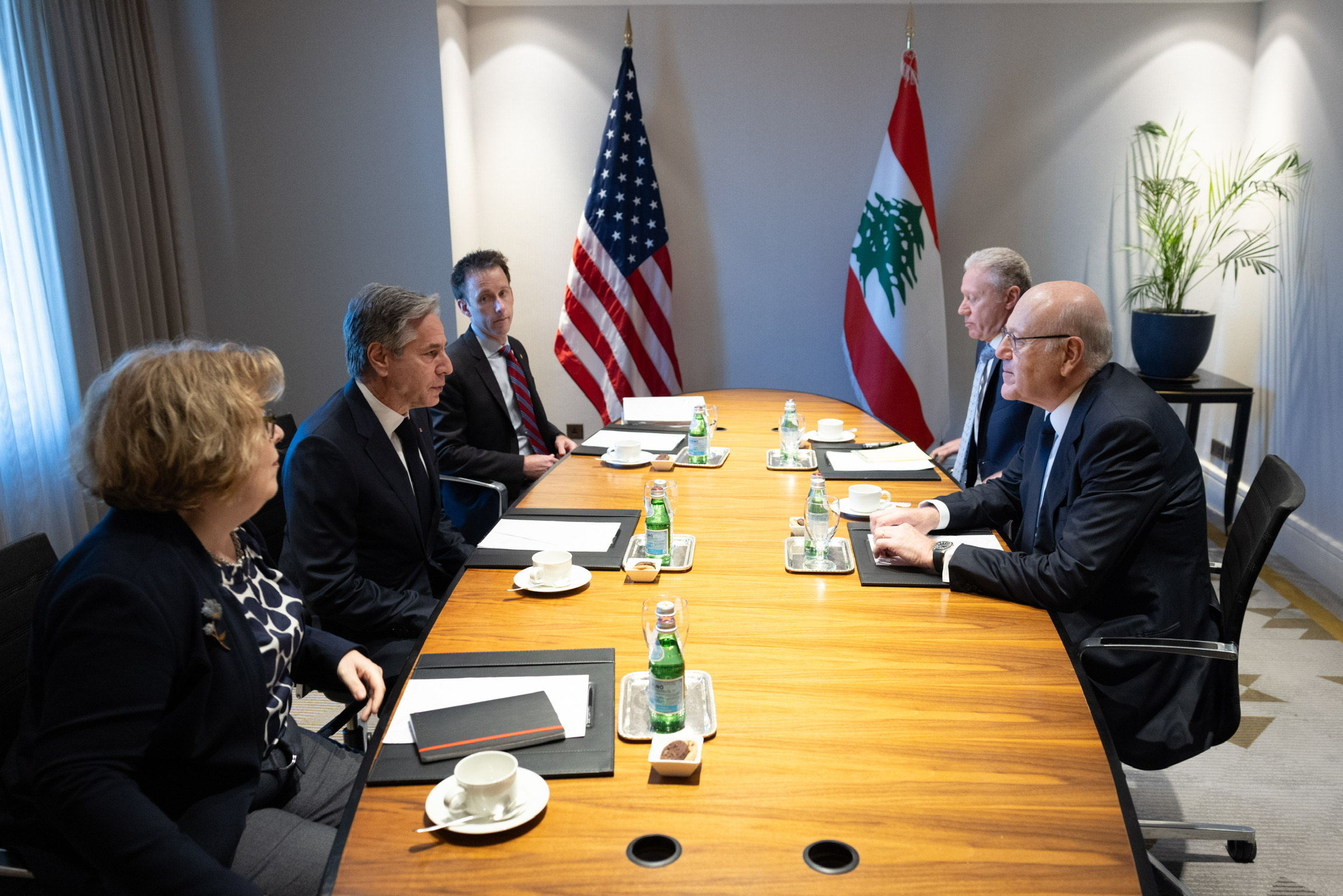
Mikati con el secretario de Estado de Estados Unidos, Antony Blinken el 4 de noviembre de 2023

Tras la dimisión del primer ministro Hassan Diab en agosto de 2020, ni Mustafa Adib ni Saad Hariri lograron formar gobierno. Mikati fue designado para ocupar el cargo el 26 de julio de 2021. Recibió 72 votos de los 128 diputados con los que cuenta el parlamento libanés. Declaró que quiere un gobierno puramente tecnocrático, sin representantes de partidos políticos, para llevar a cabo las reformas económicas esperadas por las instituciones financieras internacionales. Su nombramiento fue recibido con frialdad por la población. Mientras el país se hundía en una grave crisis económica, social y humanitaria, se le consideraba un representante de la clase política tradicional y de las élites económicas. Según el diario libanés L'Orient-Le Jour, «Si bien ser multimillonario ha sido durante mucho tiempo una ventaja para establecerse en la escena política libanesa, ahora una parte de la población lo percibe como un símbolo del saqueo de los recursos públicos por parte de la clase política».
El 10 de septiembre de 2021, consiguió formar un gobierno de 24 miembros tras largas negociaciones con el presidente de la República, Michel Aoun, y los distintos partidos políticos.Cuando asumió el cargo, el Líbano se encontraba sumido en una crisis económica muy grave: colapso de la moneda nacional, inflación galopante (el coste de los alimentos había aumentado un 700 % en los dos años anteriores), despidos masivos, una tasa de pobreza del 78 % según la ONU, frecuentes cortes de electricidad, escasez de combustible, etc. Anunció que quería hacer un llamamiento a la solidaridad del mundo árabe para intentar sacar al país de la crisis que atraviesa y negociar con el FMI.

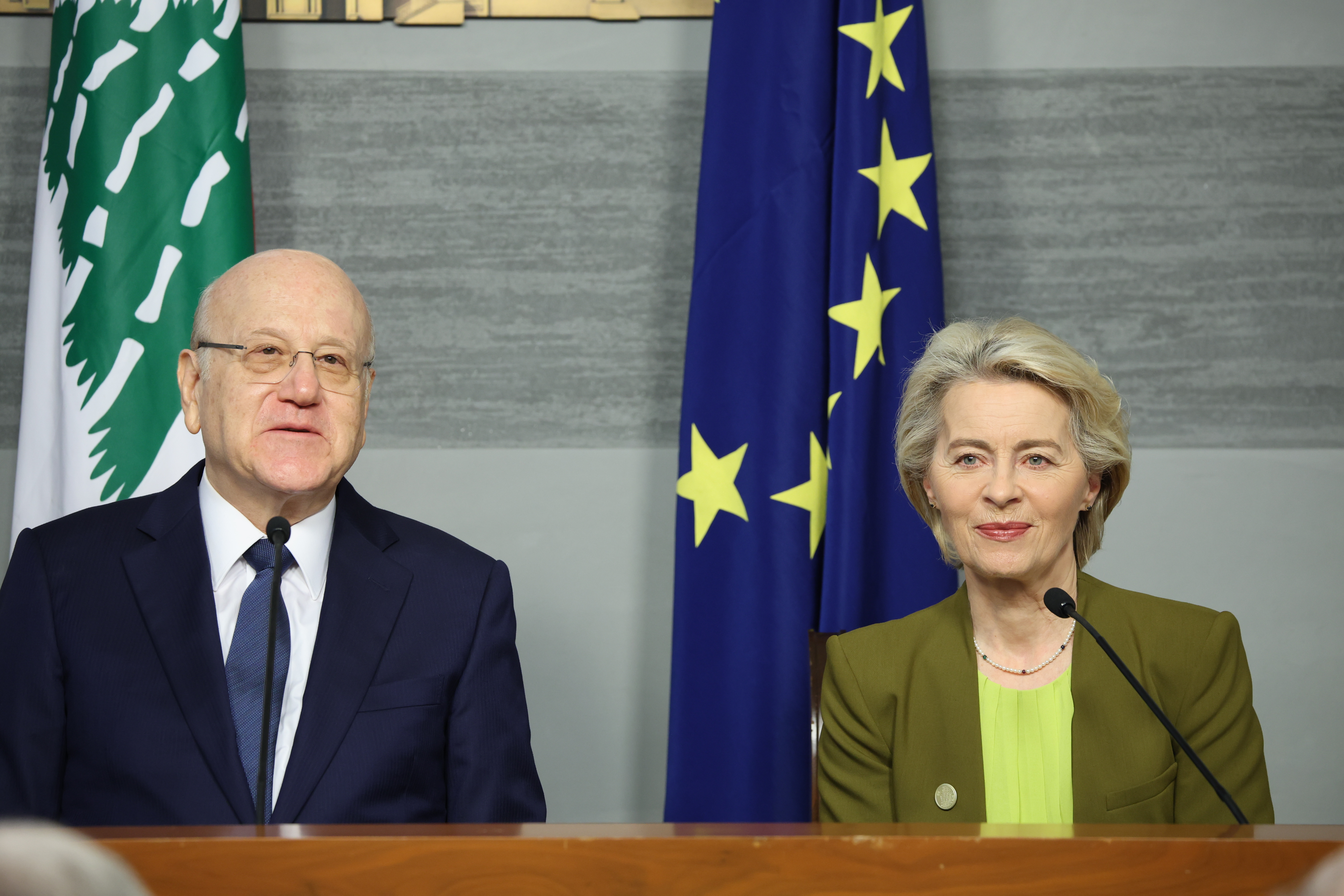
Mikati con la presidenta de la Comisión Europea, Ursula von der Leyen el 2 de mayo de 2024

En febrero de 2022, el patriarca Bechara Boutros Al-Rai, clérigo cristiano libanés de alto rango y líder de la Iglesia maronita, pidió al gobierno de Mikati que «acuerde con el FMI un plan que salve al Líbano del colapso».
Fue nombrado nuevamente primer ministro designado el 23 de junio de 2022 con 54 votos contra los 28 que obtuvo su rival Nawaf Salam para formar un nuevo gabinete hasta completar el mandato del presidente Michel Aoun. Sin embargo, Mikati y Aoun no lograron ponerse de acuerdo sobre la formación de nuevo gobierno en numerosas ocasiones. Por lo que el presidente Aoun firmó el decreto de dimisión del gobierno, un día antes de que terminara oficialmente su mandato de seis años, el gobierno de Najib Mikati permaneció en el cargo de manera interina, pero la decisión de Aoun fue considerada sin efecto por el Parlamento libanés en una sesión celebrada el 3 de noviembre, ya que el gobierno ya se consideraba dimitido tras las elecciones parlamentarias del 15 de mayo.

##### Guerra en Gaza
En julio de 2024, pidió un alto el fuego en la guerra en Gaza y acusó a Israel de cometer genocidio contra los palestinos en la Franja de Gaza. Culpó a Israel por las explosiones de buscapersonas en el Líbano en 2024, diciendo que representaban una «grave violación de la soberanía libanesa y un crimen según todos los estándares».
Tras una serie de ataques israelíes en el sur del Líbano el 23 de septiembre de 2024, que mataron a 492 personas e hirieron a 1645, Mikati calificó los ataques aéreos como una «guerra de exterminio» y acusó a Israel de «un plan destructivo» que tiene como objetivo destruir pueblos y ciudades libanesas.

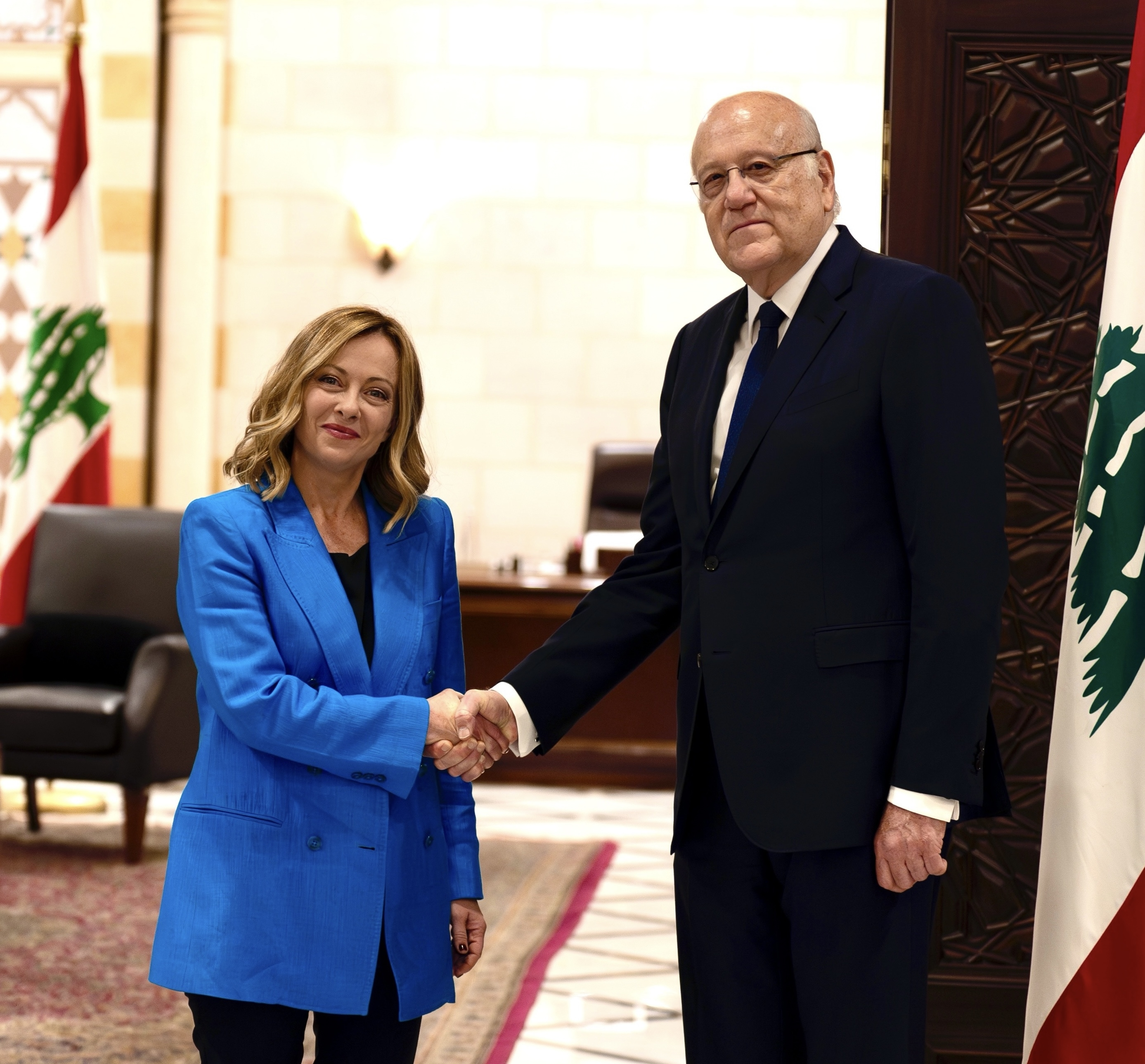
En una visita de estado de la presidenta del Gobierno de Italia, Giorgia Meloni.

En noviembre de 2024, el gobierno de Nayib Mikati, elogió la decisión del Tribunal Penal Internacional (TPI) de emitir órdenes de arresto internacional contra el primer ministro de Israel, Benjamín Netanyahu, y su exministro de Defensa, Yoav Galant, por los presuntos crímenes de guerra y contra la humanidad cometidos en la guerra de Gaza y subrayó que es una muestra de que la «era de la impunidad ha terminado».
El 11 de enero de 2025, Mikati visitó Siria y se reunió con el líder de facto del país, Ahmed al-Charaa. Fue la primera vez en 15 años que un primer ministro libanés visitaba Damasco. El 13 de enero, el nuevo presidente del Líbano, Joseph Aoun, encargó al presidente de la Corte Internacional de Justicia (CIJ), Nawaf Salam, formar gobierno como nuevo primer ministro del país. Después de que este último hubiera obtenido el apoyo de 84 diputados frente a los nueve apoyos conseguidos por Nayib, otros 35 diputados, principalmente del partido-milicia chií Hezbolá, se abstuvieron.
El 26 de enero, día en que concluía el plazo establecido en el acuerdo de alto el fuego entre Israel y el Líbano, para que las tropas israelíes se retiraran del sur del Líbano, Mikati exigió a «los países que patrocinaron el acuerdo de alto el fuego», con Estados Unidos a la cabeza, «a asumir sus responsabilidades para disuadir esta la agresión y obliguen al enemigo israelí a retirarse de los territorios que ocupa».
El 4 de febrero de 2025, Mikati recibió en Beirut al primer ministro y ministro de Asuntos Exteriores de Catar, el jeque Mohammed bin Abdulrahman Al Thani. La visita formaba parte de una serie de compromisos diplomáticos de alto nivel tras la reciente elección del presidente Joseph Aoun en el Líbano. Las conversaciones abordaron la posible participación de Catar en los esfuerzos de reconstrucción del Líbano, en particular en la región sur afectada por el conflicto con Israel.

## Acusaciones de corrupción
En 2019, la fiscal estatal Ghada Aoun presentó cargos contra Mikati por enriquecimiento ilícito a través de préstamos de vivienda subsidiada. Los cargos fueron desestimados el 3 de febrero de 2022 por el juez Charbel Bou Samra.
En octubre de 2021, su nombre apareció junto a otros políticos libaneses en el caso de evasión fiscal Pandora Papers, él negó haber cometido algún delito.
En abril de 2024, dos organizaciones anticorrupción de Francia presentaron una denuncia contra Mikati y su familia acusándolos de fraude financiero. Este negó haber cometido ningún delito y dijo que las acusaciones tenían como objetivo «insultarle a él y a los miembros de su familia».